# سينسايت
سينسايت أو سينس 8 (بمعنى: الإدراك الحسي)، (بالإنجليزية: Sense8) مسلسل دراما وخيال علمي أمريكي. من إعداد الأخوين وتشاوسكي عرض على نتفليكس في 5 يونيو، 2015. يظهر في بطولة المسلسل ممثلين من مختلف الجنسيات: توبينس ميدلتون، برايان جاي. سميث، دونا باي، أمل أمين، ماكس ريمليت، تينا ديساي، ميغيل أنخيل سيلفيستري وجيمي كلايتون. ثمانية غرباء في أنحاء مختلفة من العالم فجأة يصبحون متصلين ذهنياً. ويظهر في المسلسل فريد أجيمان، تيرانس مان، أنوبام خير، نافين أندروز وديرل هانا. يبحث المسلسل عدة مواضيع في حلقاته مثل؛ السياسة، الهوية، سلوك الإنسان الجنسي، نوع الجنس والدين.

## الممثلين والشخصيات

### الثمانية
- توبينس ميدلتون بدور رايلي بلو، امرأة أيسلندية تعيش في لندن[6][7]
- برايان جاي. سميث بدور ويل غورسكي، ضابط شرطة في شيكاغو[6][8]
- دونا باي بدور سن باك، ابنة رجل أعمال غني تعيش في كوريا[6][9]
- أمل أمين بدور كابهيوس، سائق حافلة نقل عمومي في نيروبي، يحاول شراء الدواء لعلاج والدته.[6][10]
- ماكس ريمليت بدور وولفغانغ بوغدانو، مصلح أقفال يعيش في برلين[6][11]
- تينا ديساي بدور كالا دانديكار، صيدلانية تعيش في مومباي.[6][12]
- ميغيل أنخيل سيلفيستري بدور ليتو رودريغيز، ممثل من الباسك يعيش في مدينة مكسيكو
- جيمي كلايتون بدور نومي ماركس، امرأة متحولة جنسياً تعيش في سان فرانسيكسو[6][13]

### شخصيات آخرى
- فريما أجيمان بدور أمانيتا، حبيبة نومي[14]
- تيرنس مان بدور ويسبرز[4]
- أنوبام خير بدور سانيام دانديكار، والد كالا.[15]
- نافين أندروز بدور جوناس مالكي، [4][16]
- ديرل هانا بدور أنجيليكا «أنجيل» تورنينغ[17]

## الحلقات

### الموسم الأول (2015)
| تسلسل | تسلسل إجمالي | عنوان الحلقة "بالإنجليزية"                           | إخراج            | كتابة                                    | تاريخ العرض  |
| ----- | ------------ | ---------------------------------------------------- | ---------------- | ---------------------------------------- | ------------ |
| 1     | 1            | «Limbic Resonance»                                   | الأخوين وتشاوسكي | الأخوين وتشاوسكي وجاي. مايكل ستراسوينسكي | 5 يونيو 2015 |
| 2     | 2            | «I Am Also a We»                                     | الأخوين وتشاوسكي | الأخوين وتشاوسكي وجاي. مايكل ستراسوينسكي | 5 يونيو 2015 |
| 3     | 3            | «Smart Money Is on the Skinny Bitch»                 | الأخوين وتشاوسكي | الأخوين وتشاوسكي وجاي. مايكل ستراسوينسكي | 5 يونيو 2015 |
| 4     | 4            | «What's Going On?»                                   | توم تيكوير       | الأخوين وتشاوسكي وجاي. مايكل ستراسوينسكي | 5 يونيو 2015 |
| 5     | 5            | «Art Is Like Religion»                               | جيمس مكتيغو      | الأخوين وتشاوسكي وجاي. مايكل ستراسوينسكي | 5 يونيو 2015 |
| 6     | 6            | «Demons»                                             | الأخوين وتشاوسكي | الأخوين وتشاوسكي وجاي. مايكل ستراسوينسكي | 5 يونيو 2015 |
| 7     | 7            | «W. W. N. Double D?»                                 | جيمس مكتيغو      | الأخوين وتشاوسكي وجاي. مايكل ستراسوينسكي | 5 يونيو 2015 |
| 8     | 8            | «We Will All Be Judged by the Courage of Our Hearts» | دان غلاس         | الأخوين وتشاوسكي وجاي. مايكل ستراسوينسكي | 5 يونيو 2015 |
| 9     | 9            | «Death Doesn't Let You Say Goodbye»                  | الأخوين وتشاوسكي | الأخوين وتشاوسكي وجاي. مايكل ستراسوينسكي | 5 يونيو 2015 |
| 10    | 10           | «What Is Human?»                                     | الأخوين وتشاوسكي | الأخوين وتشاوسكي وجاي. مايكل ستراسوينسكي | 5 يونيو 2015 |
| 11    | 11           | «Just Turn the Wheel and the Future Changes»         | توم تيكوير       | الأخوين وتشاوسكي وجاي. مايكل ستراسوينسكي | 5 يونيو 2015 |
| 12    | 12           | «I Can't Leave Her»                                  | الأخوين وتشاوسكي | الأخوين وتشاوسكي وجاي. مايكل ستراسوينسكي | 5 يونيو 2015 |

## أصداء
في 8 يونيو 2018 تم إجراء العديد من عروض الحلقات الأخيرة للمسلسل قبل إصداره على نتفليكس. حيت تم إجراء العرض الأول في مسرح Music Box Theatre في شيكاغو، في 25 مايو، متبوع بجلسة أسئلة وأجوبة. فيما عُقد العرض الثاني في نصب أمريكا اللاتينية التذكاري في ساو باولو، في الأول من شهر يونيو، مع حضور العديد من أعضاء فريق التمثيل.

## وصلات خارجية
- سينسايت على موقع IMDb (الإنجليزية)
- سينسايت على موقع ميتاكريتيك (الإنجليزية)
- سينسايت على موقع روتن توميتوز (الإنجليزية)
- سينسايت على موقع نتفليكس (الإنجليزية)
- سينسايت على موقع فيلمافينيتي (الإسبانية)
- سينسايت على موقع كينوبويسك (الروسية)
- سينسايت على موقع ألو سيني (الفرنسية)
- سينسايت على موقع قاعدة بيانات الفيلم (الإنجليزية)